# Calenzano

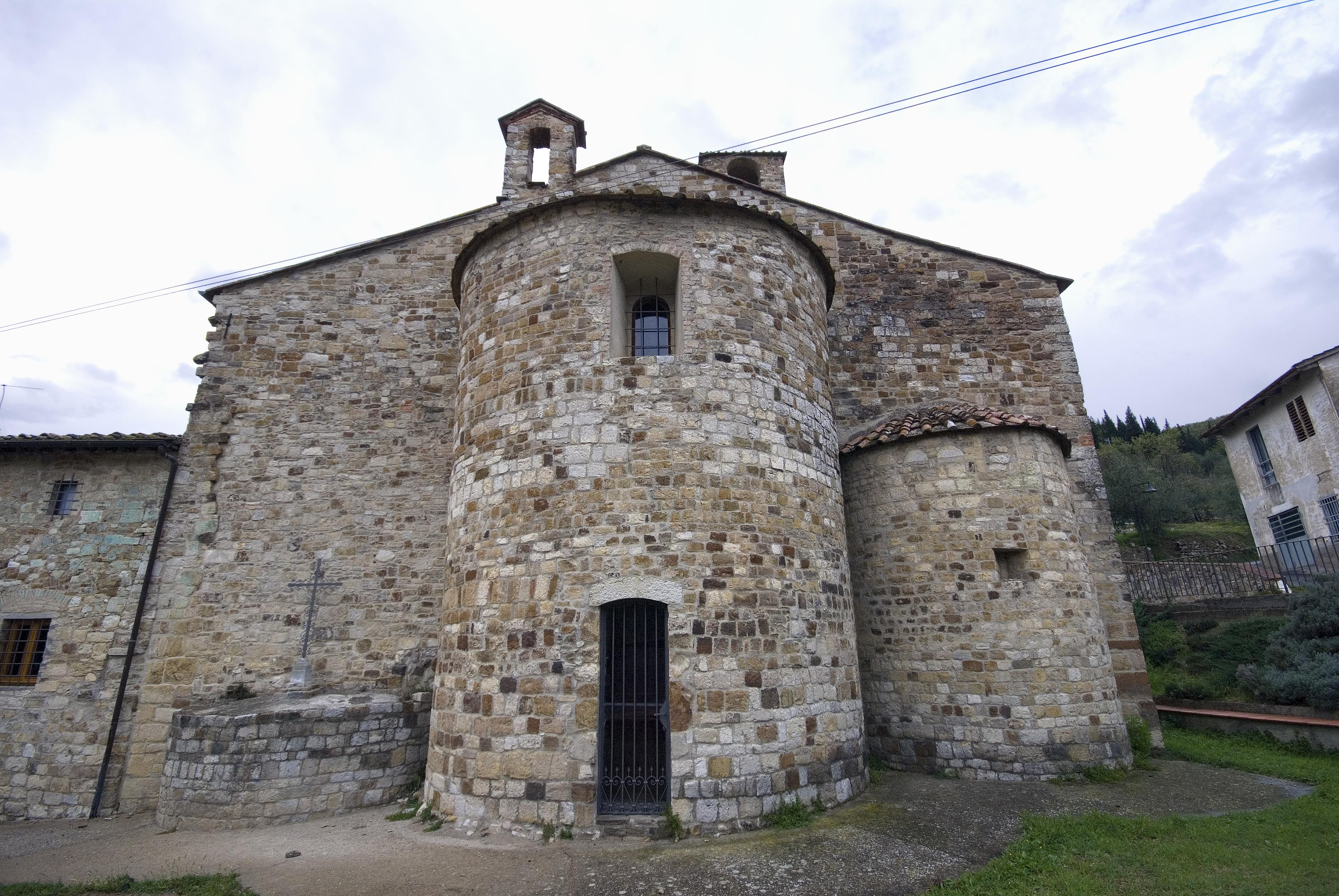
Pieve de San Severo, als afores de Calenzano.

Calenzano és un comune (municipi) de la ciutat metropolitana de Florència, a la regió italiana de la Toscana, situat uns 11 km al nord-oest de Florència. L'1 de gener de 2018 tenia 17.914 habitants.
Limita amb els municipis de Barberino di Mugello, Campi Bisenzio, Prato, San Piero a Sieve, Sesto Fiorentino, Vaglia i Vaiano.

## Llocs d'interès
- Villa Ginori a Collina, una vil·la patricia.
- Església de San Niccolò e Oratorio della Compagnia del Santissimo Sacramento, reconstruïda abans de 1386. Inclou frescs de Jacopo i Nardo di Cione i un panell de Domenico Cresti.
- Pieve di San Donato (segles IX-XI), amb un claustre renaixentista construït el 1460 per Carlo de' Medici.
- Pieve di Santa Maria (construïda abans del segle xi). Alberga una "Madonna amb Sant Tomàs" del taller de Lorenzo di Credi i un "Sant Antoni Abat" de l'escola de Ridolfo Ghirlandaio.
- L'antiga Pieve di San Severo, amb frescs dels segles XIV-XV.
- Església de Santa Lucia a Settimello (abans del segle x, reconstruïda en estil barroc a principis del segle xviii). Alberga una terracota de Benedetto Buglioni (1507) i un crucifix de fusta de Baccio da Montelupo (principis del segle xvi).
- Parco del Neto, parc als peus de Monte Morello.

## Evolució demogràfica
| Gràfica d'evolució demogràfica de Calenzano entre 1861 i                          |
|                                                                                   |
| Font: Istituto Nazionale di Statistica (ISTAT) - Elaboració gràfica de Viquipèdia |